# ГАЕС Монтезік
ГАЕС Монтезік (фр. Montézic) — гідроелектростанція у центральній Франції.
Як нижній резервуар станція використовує водосховище ГЕС Couesque, створене на річці Трюйєр (права притока Лоту, який у свою чергу є правою притокою Гаронни), що дренує південну сторону основної частини Центрального масиву. Воно має площу поверхні 2,6 км2, об'єм 56 млн м3 та утримується арковою бетонною греблею висотою 70 метрів, довжиною 272 метри та товщиною від 2,7 до 11,4 метра.
Верхній резервуар — водосховище Монтезік — створили на лівобережжі згаданої річки на водорозділі двох струмків (один є безпосередньою притокою Трюйєр, другий впадає в Ruisseau de Gouzou, яка вже є притокою Трюйєр). Для цього довелось звести дві земляні греблі: Monnès висотою 57 метрів і довжиною 820 метрів та l'Etang висотою 32 метри і довжиною 680 метрів. Це утворило водойму із площею поверхні 2,34 км2 та об'ємом 34 млн м3, рівень води в якій може коливатись між позначками 680 та 703 метри НРМ. Від неї до підземного машинного залу веде напірна шахта довжиною 0,63 км, тоді як з нижнім резервуаром зал пов'язує тунель довжиною 0,54 км.
Машинний зал станції обладнано чотирма оборотними турбінами потужністю по 228 МВт, здатними виходити на номінальний режим за 1,5 хвилини. Великий об'єм верхнього резервуару дозволяє їм працювати в турбінному режимі до 30 годин, тоді як на зворотнє закачування потрібно 40 годин. З урахуванням коливання рівня води у нижньому та верхньому резервуарах, гідроагрегати працюють при напорі від 378,9 до 416,6 метра. В сукупності їх проектне виробництво має становити майже 1,9 млрд кВт-год на рік.
Зв'язок з енергосистемою відбувається через ЛЕП, що працює під напругою 400 кВ.